# Isotta Fraschini Asso 500
L'Isotta Fraschini Asso 500 era un motore aeronautico 12 cilindri a V di 60° raffreddato ad acqua, prodotto dalla italiana Isotta Fraschini. Assieme all'Asso 200 e all'Asso 750 faceva parte di una famiglia di motori modulari, ovvero con componenti comuni ed intercambiabili, che grazie a questo garantivano costi di produzione più contenuti.

## Storia del progetto
Le informazioni, se non diversamente indicato, sono tratte da "Catalogo collezioni - Motore aeronautico Isotta Fraschini Asso 500"

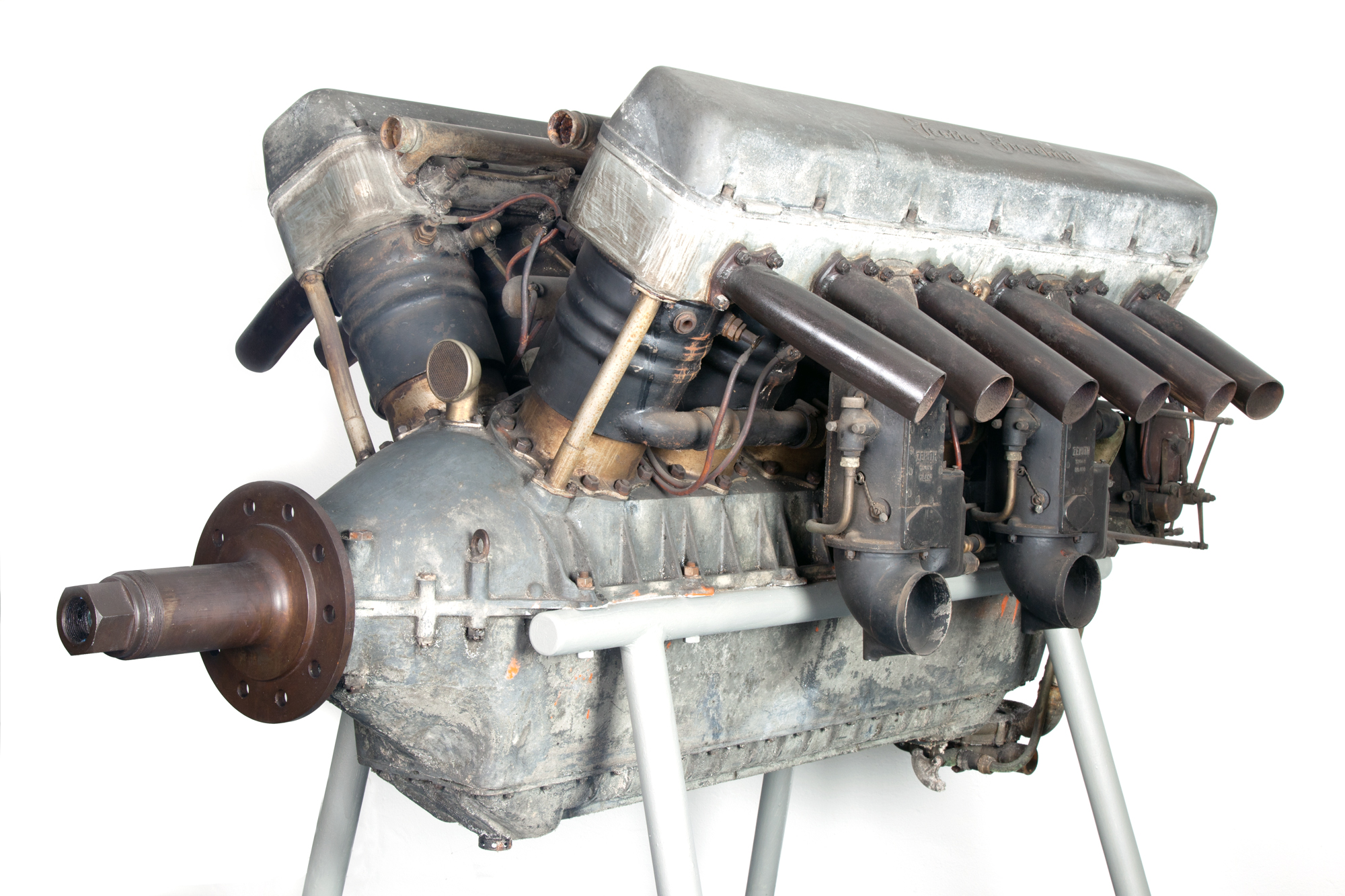
Motore Isotta Fraschini Asso 500 esposto al Museo nazionale della scienza e della tecnologia Leonardo da Vinci, Milano.

Al termine della prima guerra mondiale l'esigenza di motori con potenze sempre maggiori si fece pressante. Vista l'impossibilità tecnica, per il periodo, di sviluppare ulteriormente i motori rotativi e i motori a 6 cilindri in linea e constatati i problemi di affidabilità dei motori a 8 cilindri in linea, l'aumento della potenza fu risolto con l'aumento del numero dei cilindri disposti a V.
Questa soluzione permise un deciso aumento della potenza, grazie ad una diminuzione del peso specifico: dato che nei motori in linea la maggior parte del peso era costituita dal basamento e dall'albero a gomiti, raddoppiando il numero il dei cilindri collegati allo stesso albero e allo stesso basamento era possibile fornire potenze superiori ai 500 cavalli.
Progettato sul finire del 1924, in risposta ad un bando del Ministero dell'Aeronautica per un motore capace di sviluppare la potenza di 500 cavalli, il motore Asso 500 fu il primo motore a 12 cilindri progettato dall'ingegnere Giustino Cattaneo e avviò una fortunata famiglia di motori derivati.

## Descrizione tecnica
Motore a 12 cilindri disposti a V di 60° d'ampiezza, raffreddato a liquido. I cilindri sono in acciaio con una testata monoblocco in alluminio per ciascuna fila dei cilindri; la testata prevede il passaggio della camicia dell'acqua sul cielo dei cilindri, in corrispondenza della sede delle valvole. La distribuzione è basata su quattro valvole per cilindro, comandate da un albero a camme. Il motore dispone di quattro carburatori Zenith, due per lato. Dei tubi sezionati sono posti in corrispondenza dell'uscita dei gas di scarico. L'accensione è ottenuta mediante due magneti posti nella parte posteriore del motore; i cavi elettrici sono sistemati nella parte interna della V dei cilindri.

## Impiego operativo
Tra gli episodi relativi alla vita operativa dei velivoli dotati del motore Asso 500, le fonti reperite ne riportano alcuni di una certa rilevanza.
Nel 1926 il pilota collaudatore Alessandro Passaleva a bordo di un idrovolante Savoia-Marchetti dotato di due motori Asso 500 si aggiudicò ben diciassette primati mondiali di velocità, distanza ed altitudine.
L'aviatore brasiliano João Ribeiro de Barros scelse una coppia di Asso 500 per il proprio Savoia-Marchetti S.55 con il quale effettuò un tentativo di trasvolata atlantica, con partenza da Sesto Calende con destinazione Porto Natal.

## Versioni

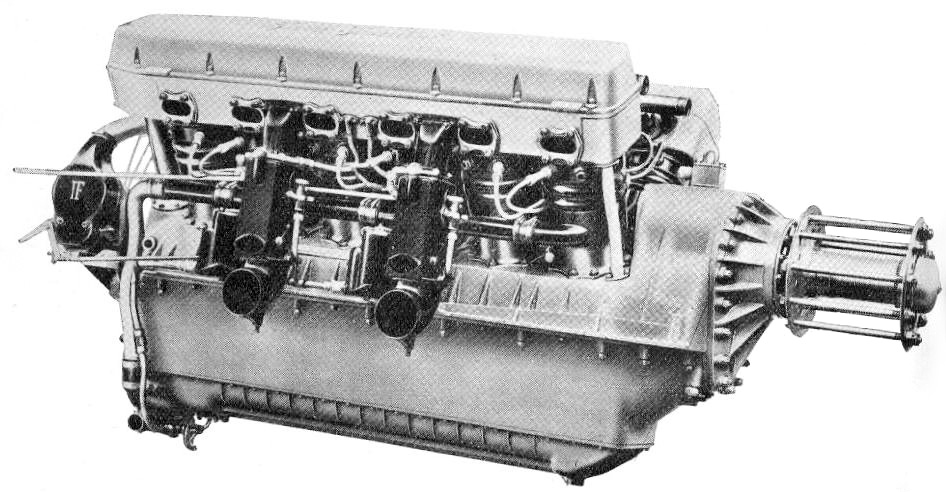
L'IF Asso 500R. Si noti il gruppo di riduzione presente prima della presa di forza assente nell'Asso 500

- Asso 500 - con trasmissione del moto all'elica in presa diretta
- Asso 500R - versione migliorata, dotata di riduttore di velocità con rapporto 0,675

## Velivoli utilizzatori

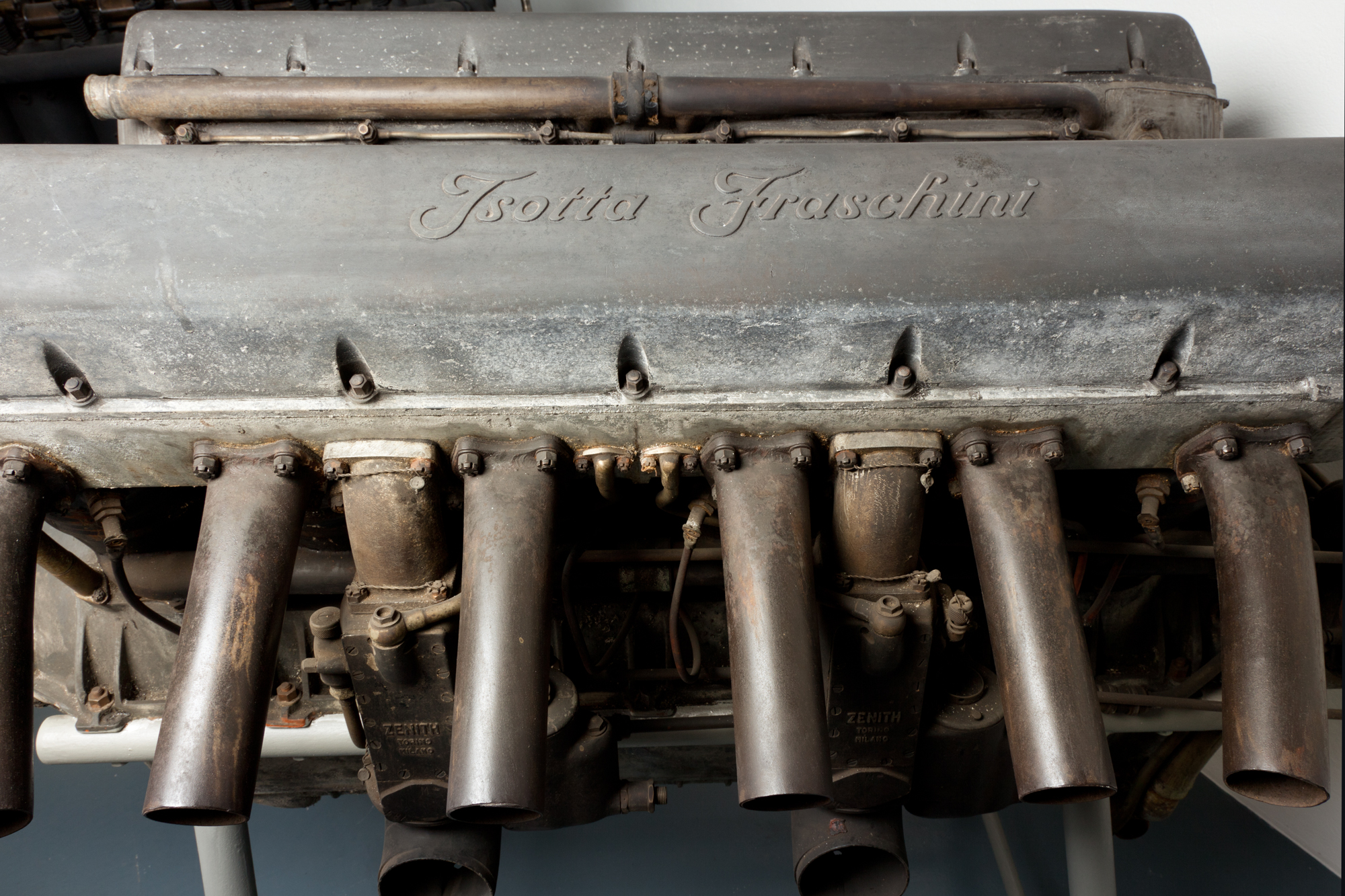
Dettagli del motore. Museo nazionale della scienza e della tecnologia Leonardo da Vinci, Milano.

Italia
- Breda A.7
- Breda Ba.46
- Breda CC.20
- CANT 10ter
- CANT 21 (Asso 500)
- CANT 21bis (Asso 500RI)
- CANT 23
- CANT 27
- CANT 35
- CANT 37
- CANT 38
- Caproni Ca.73ter
- Caproni Ca.79
- Macchi M.24
- Savoia-Marchetti S.55
- Savoia-Marchetti S.59bis
- Savoia-Marchetti S.62
- Savoia-Marchetti S.63